# Umeda Sky Building
Umeda Sky Building (яп. 梅田スカイビル) — хмарочос в Осаці, Японія. Хмарочос складається з двох 40-поверхових веж, з'єднаних мостами та ескалаторами. Висота будівлі становить 173 метри. Будівництво було розпочато в 1990 і завершено в 1993 році. Дизайн хмарочосу було розроблено Хіросі Харою і був побудований корпорацією Takenaka.
На останньому поверсі розташована обсерваторія. На підземних поверхах розташований ринок збудований в атмосфері Осаки початку ХХ століття. У нижній частині башти розташований міський сад.

## Галерея

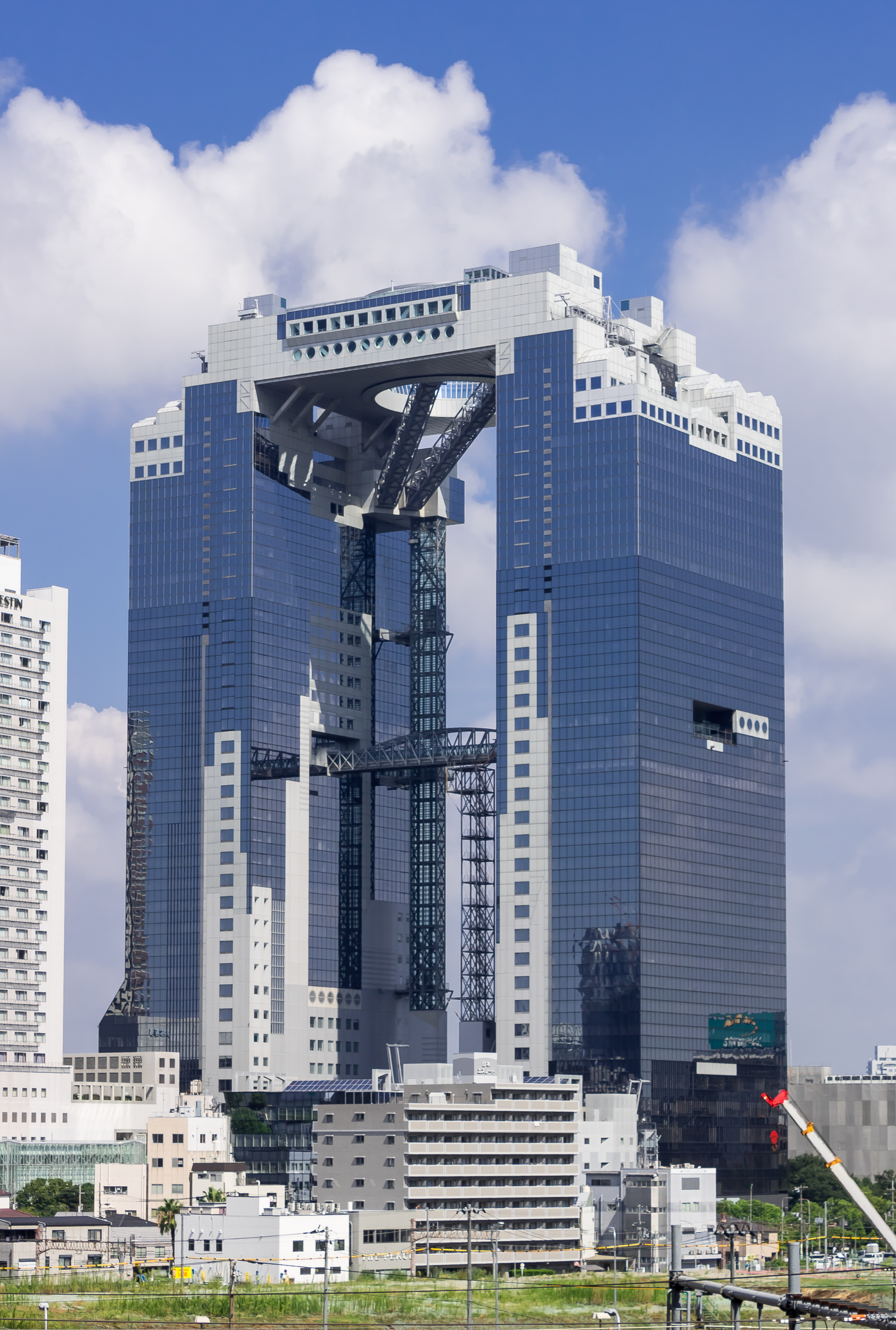
Umeda Sky Building
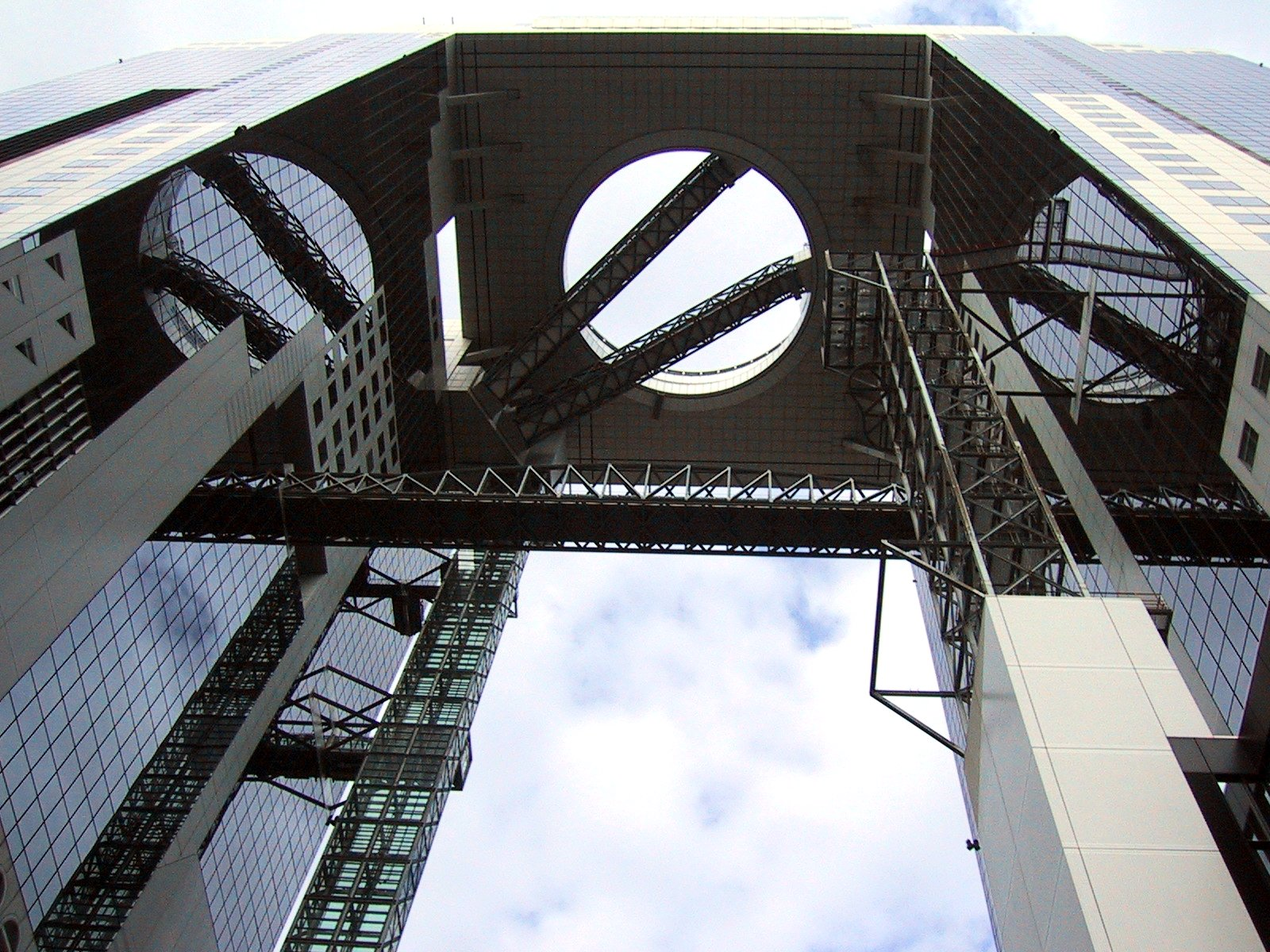
Атріум
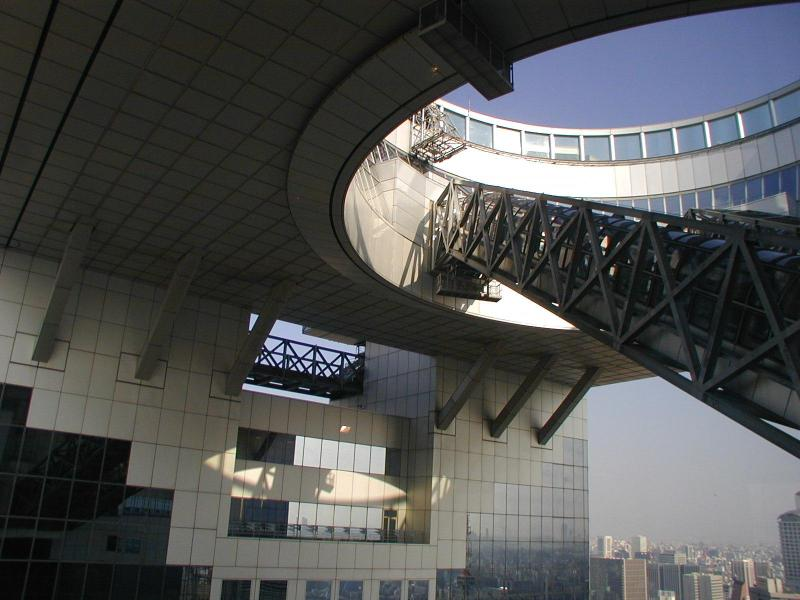
Останні поверхи та дах хмарочосу
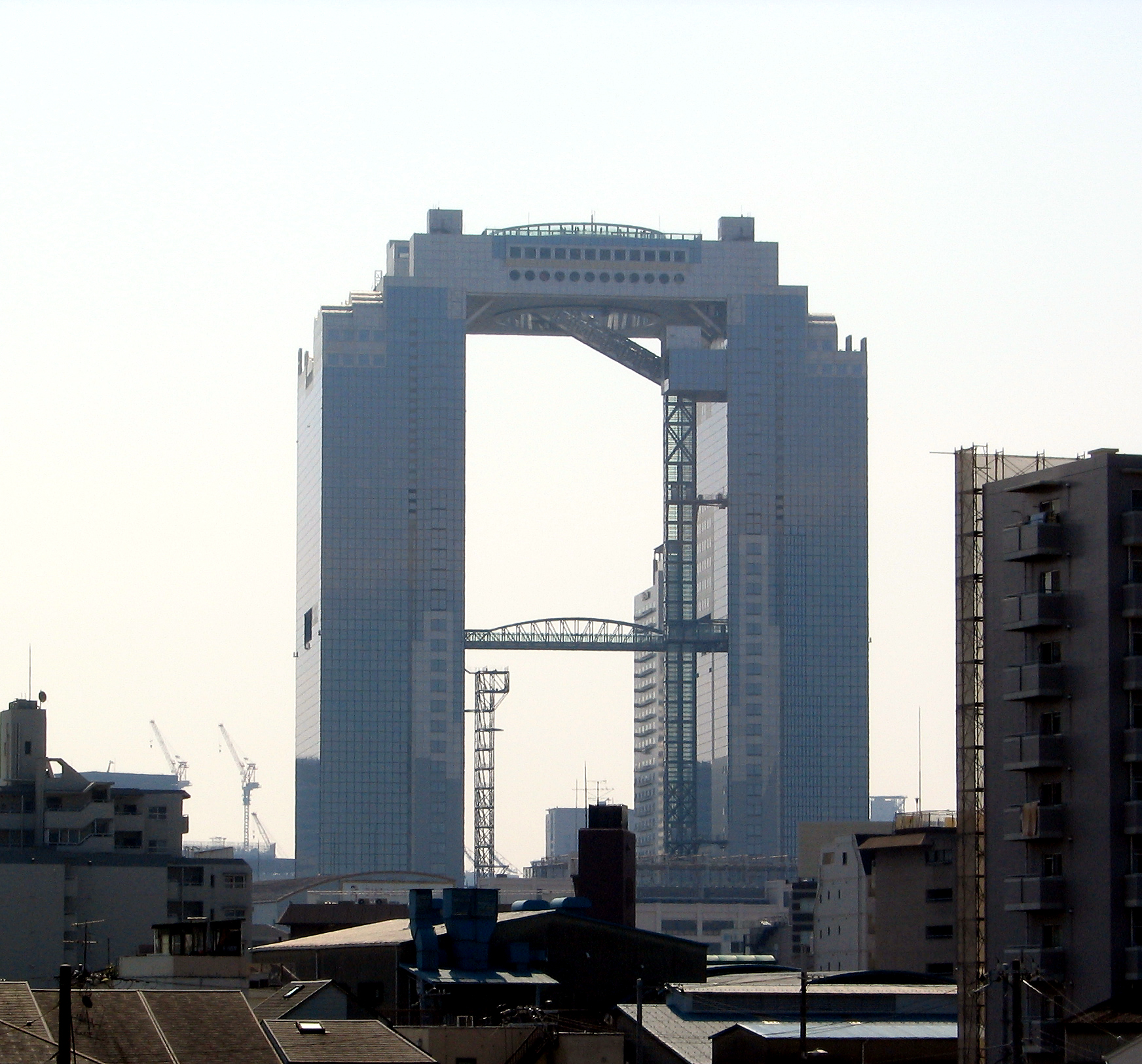
Вид на Umeda Sky Building